# بات نيفين
بات نيفين (بالإنجليزية: Pat Nevin)‏ مواليد 6 سبتمبر 1963 في غلاسكو، هو لاعب كرة قدم إسكتلندي دولي سابق كان يلعب كلاعب وسط. لعب خلال مسيرته 660 مباراة سجل خلالها 107 أهداف.

## المسيرة الاحترافية

### أندية لعب لها
- تشيلسي
- نادي إيفرتون
- نادي كيلمارنوك
- نادي ماذرويل

## روابط خارجية
- بات نيفين على موقع الاتحاد الدولي (مؤرشف)  (الإنجليزية)
- بات نيفين على موقع الاتحاد الأوربي (الإنجليزية)
- بات نيفين على موقع قاعدة بيانات كرة القدم.إي يو (الإنجليزية)
- بات نيفين على موقع ناشيونال فوتبول تيمز (الإنجليزية)
- بات نيفين على موقع Soccerbase.com (لاعب) (الإنجليزية)